# Policie (Slovinsko)

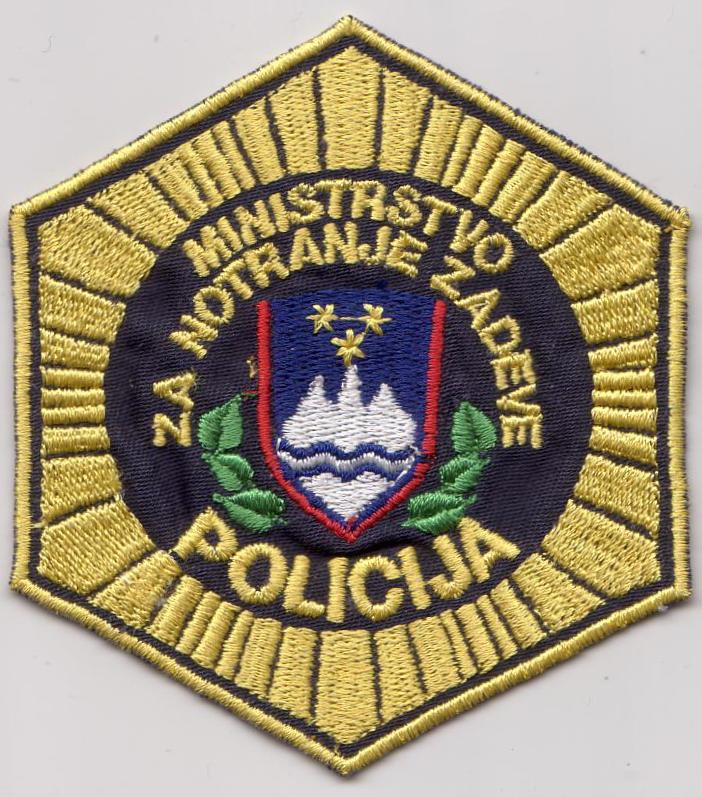
Emblema Policie (slovinsky Policija)

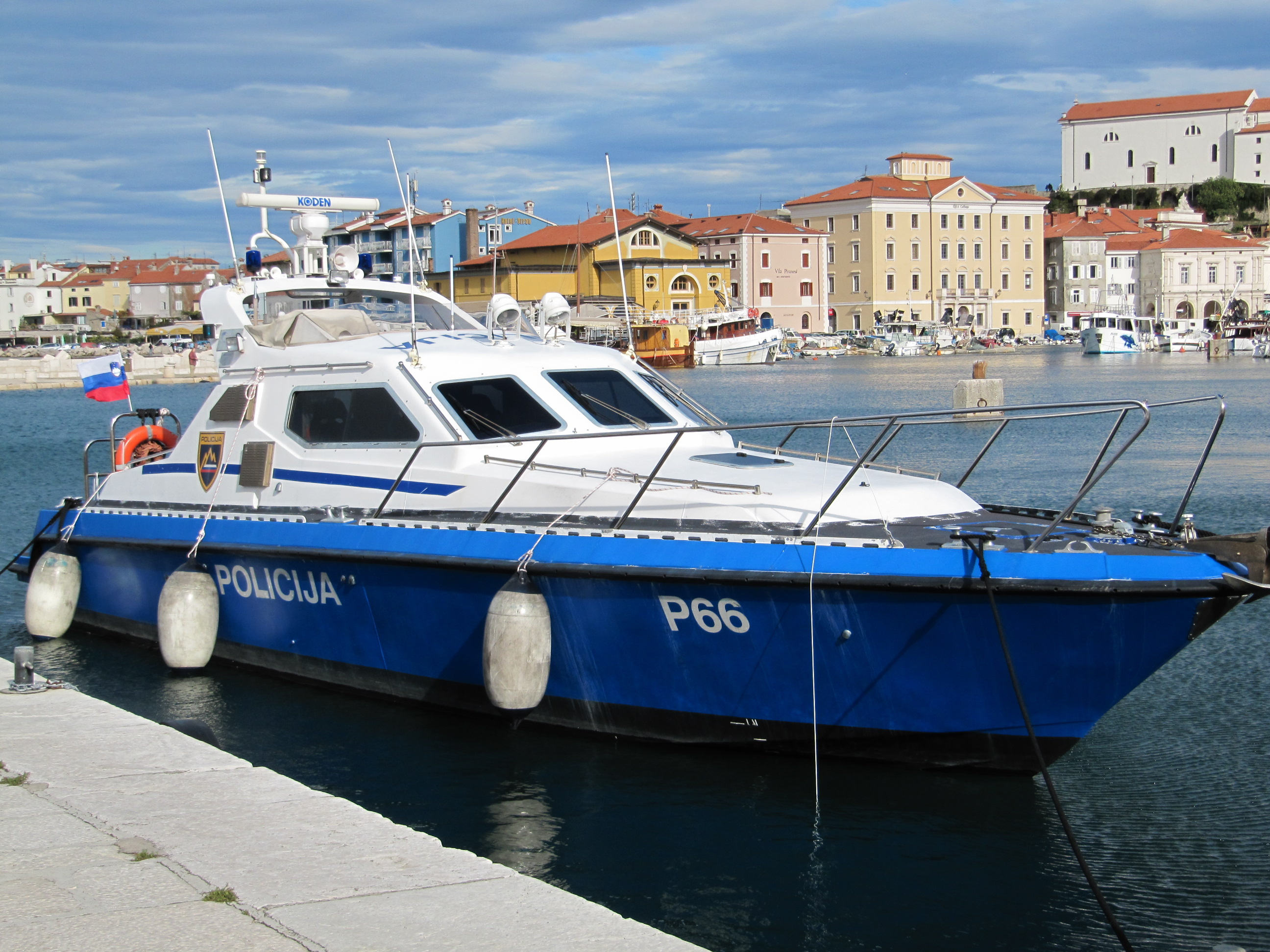
Policejní člun v Piranu.

Policie (slovinsky Policija) ve Slovinsku zajišťuje mj. vnitřní bezpečnost, ochranu práv, majetku a bezpečnosti občanů, stíhá pachatele trestné činnosti a přestupků a zajišťuje ochranu slovinských státních hranic. Slovinská policie je složkou Ministerstva vnitra Republiky Slovinsko. Současným generálním ředitelem policie je Janko Goršek.

## Historie a současnost
Počátky dějin slovinské policie sahají do roku 1849, kdy vzniklo rakouské četnictvo. Rakouská, resp. rakousko-uherská, organizace v zásadě přežila meziválečnou Jugoslávii, pouze po vzniku Království Srbů, Chorvatů a Slovinců opustili službu Maďaři, Němci a Italové, na jejichž místa nastoupili mladí Slovinci. V říjnu 1941 rozhodla Osvobozenecká fronta o založení Národní bezpečnosti (Narodna zaščita), jež byla postavena na vojenském základě a mnozí její členové působili současně v oficiálních policejních orgánech, což umožnilo získávat cenné informace a předcházet zatýkání. Na konci druhé světové války měla Národní bezpečnost přibližně patnáct tisíc příslušníků. Nedlouho po utvoření první slovinské republikové vlády museli všichni státní zaměstnanci doložit svá jednání v období okupace. Pokud jejich jednání bylo v rozporu s cíli národněosvobozeneckého boje, museli svá místa opustit. Následně na místo Národní bezpečnosti nastupuje Národní milice (Narodna milica). Ústavní změny z roku 1953 podřídily milici centrálnímu vedení v Bělehradu, opětovné podřízení republice přišlo ve druhé polovině sedmdesátých let. Na federální úrovni zůstala malá část agendy milicí – například rozhodování o stejnokrojích či hodnostním označení. V roce 1990 působilo ve Slovinsku v oblasti vnitřních záležitostí přibližně sedm tisíc osob, z nichž necelých 4,5 tisíce bylo uniformovaných příslušníků milice a 439 vyšetřovatelů.
Slovinská milice sehrála vedle Teritoriální obrany významnou úlohu v období příprav na osamostatnění i v období Desetidenní války. Milice se podílela nejen na budování barikád proti postupu Jugoslávské lidové armády (JNA), ale také na zajištěních ochrany slovinských hranic a spolu s Teritoriální obranou se účastnila také ozbrojených střetů s JNA. Po přijetí nové slovinské ústavy byly přijaty také nové zákony upravující bezpečnostní sbor, a tak se v roce 1992 změnila milice v policii.
Úkoly současné slovinské policie jsou zakotveny v zákoně o policii a patří mezi ně mj. chránit život, osobní bezpečnost a majetek, zajišťovat prevenci, odhalování a vyšetřování trestných činů a přestupků, udržovat veřejný pořádek, zajišťovat ochranu státních hranic a provádění hraničních kontrol aj. Tyto úkoly plní uniformovaná policie, kriminální policie a zvláštní útvary policie. Na konci roku 2011 měla policie necelých 8 tisíc příslušníků.
V čele policie stojí generální ředitel policie (generalni direktor policije), jenž je podřízen ministru vnitra.